# Fausta (Vorname)
Fausta ist ein weiblicher Vorname. Er ist die weibliche Form des Namens Faustus.

## Namensträger
- Flavia Maxima Fausta (289/298–326) römische Kaiserin
- Fausta Arschakuni (~630–~668), Prinzessin aus der Dynastie der Arsakiden und Kaiserin von Byzanz
- Fausta von Kyzikos (~298–311), spätantike jungfräuliche Märtyrin und Heilige der römisch-katholischen und orthodoxen Kirche
- Fausta Morganti (1944–2021), san-marinesische Politikerin

Fausta ist zudem der Titel einer Oper von Gaetano Donizetti.